# Kwok Yuen Ho
Kwok Yuen Ho (何國源) est un informaticien né en 1950 en Chine d'une famille de paysans modestes. Lors du Grand Bond en avant de Mao Zedong, son père est promu instituteur à Hong Kong. En 1962, le reste de la famille est autorisé à rejoindre leur père. C'est à ce moment qu'il commence des études et obtiendra, quelques années plus tard, à l'âge de 24 ans, un diplôme d'ingénierie électrique à la Cheng Kung University de Taïwan.
Durant plus de 10 ans, il travaillera dans le domaine des techniques de pointe dans diverses entreprises connues internationalement.
En 1984, il quitte Chine et émigre au Canada.
Il est le fondateur de l'entreprise ATi spécialisée dans le domaine informatique et plus précisément des cartes graphiques 3D.